# كنغاور (ميانة)
كنغاور هي قرية في مقاطعة ميانة، إيران. عدد سكان هذه القرية هو 383 في سنة 2006.